# Jorge Acuña
Jorge Cristián Acuña Concha (Ovalle, Región de Coquimbo, 31 de julio de 1978), más conocido como Kike Acuña, es un exfutbolista profesional y entrenador chileno y su último club fue Rebeldes FC, en el amateurismo y Unión San Felipe de la Primera B de Chile. Jugó profesionalmente en su país, además de Países Bajos y Sudáfrica.

## Carrera deportiva
Formado en las divisiones inferiores de Universidad Católica, debutó como profesional con dicho club en 1997. Luego en 1999 fue cedido a Unión Española por pedido de Juvenal Olmos, quien lo tuvo como DT en las inferiores cruzadas. Después de estar un año en este equipo, volvió a Universidad Católica, donde permaneció tres años, siendo campeón en el Torneo de Apertura 2002.
En 2002, fue contratado por el club neerlandés Feyenoord de Róterdam. En 2005 fue transferido a préstamo al RBC Roosendaal, donde jugó hasta el verano de 2006 en que expiró su contrato. En 2007 fue contratado por el club chileno Universidad de Chile. Sin embargo, el 30 de mayo de ese año fue despedido por indisciplina, al no asistir a las prácticas del equipo luego de una salida nocturna, durante la pretemporada en Coquimbo. Acuña reconoció luego que ese fue el mayor fracaso de su carrera futbolística, además de indicar que su declive futbolístico comenzó en esa etapa.
En el segundo semestre de 2007 jugó en el Mamelodi Sundowns de Sudáfrica. En 2007 fue campeón con su equipo Mamelodi Sundowns y así logró convertirse en el primer chileno en ser campeón en una liga del primer nivel del continente africano. Acuña fue en cinco ocasiones considerado el mejor jugador del partido. En 2009 fichó por Ñublense. A comienzos de 2010, fue contratado por Unión San Felipe, pero tras una serie de escándalos extra-futbolísticos producidos luego de sus separación con Carla Jara, fue desafectado.
A inicios de 2011, se integró a Unión San Felipe. En diciembre de 2012, llegó a reforzar a Rangers de Talca con un contrato por seis meses para la temporada 2013. Realizó buenas actuaciones siendo jugador destacado en varios encuentros. Al finalizar el Torneo de Transición, no se le renovó contrato. Comenzó a tener problemas familiares y nuevamente se vio involucrado en escándalos relacionados con el alcohol y las fiestas. En diciembre de 2013, Unión San Felipe oficializó su reincorporación al cuadro aconcagüino de cara a la temporada 2014, pero nuevos problemas lo alejaron de la institución. Volvió nuevamente a mediados de 2014 y se alejó nuevamente en 2015. En 2016, tras varias entrevistas, dio a conocer su retiro, alejándose nuevamente del fútbol. En 2017 tras la pretemporada de la Primera B de Chile, Unión San Felipe le abrió las puertas para ponerlo aprueba tras varios seguimientos y entrenamientos del cuadro del Unión. Asimismo, Unión San Felipe oficializó la reincorporación de Jorge Acuña al elenco "Albirrojo" para la Temporada y Copa Chile a enfrentar este año.
El año 2018 aparece como nuevo jugador del Club deportivo Real Palmilla de la Comuna de Nacimiento, que milita en la liga Campesina de dicha Comuna de la VIII región del BioBio. Trabajó como entrenador de la Sub-17 de Unión San Felipe.
A partir del día 28 de abril de 2021 asume interinamente la dirección técnica del primer equipo del club de futbol Unión San Felipe.
El año 2023 toma el mando técnico del club Santiago City, comenzando la temporada con el pie derecho tras vencer por 9-1 a Aguará en el inicio de la Copa Chile Easy 2023. Posteriormente se enfrenta a Coló-Colo por la primera ronda de la fase zonal.

## Vida personal
A fines de 2007 se casó con la bailarina y actriz Carla Jara, quien lo acompañó durante su período en Sudáfrica. Tras el ingreso de Jara a Pelotón IV, Acuña ingresó durante un episodio del Reality, donde terminaron su relación en pantalla. La pareja se divorció en 2010.
En 2010 fue parte del reality show de TVN Pelotón V.
Alejado del ámbito deportivo, Acuña ha hecho noticia por sus romances con modelos y escándalos relacionados con el consumo de alcohol y constantes fiestas. La noche del 20 de diciembre de 2011, fue detenido por conducir en estado de ebriedad, tras ser sorprendido manejando en zigzag en la comuna santiaguina de Las Condes. Su alcoholemia arrojó 2,74 gramos de alcohol en su sangre (en Chile se considera en estado de ebriedad 0,8 grados de alcohol en la sangre). Fue condenado a 41 días de reclusión nocturna.

## Estadísticas

### Clubes
| Unión Española · Chile | 2.ª           | 1999          | 37  | 1 | 4  | —  | — | — | —  | — | — | 37  | 1 | 4  | 0,03 |
| Unión Española · Chile | Total club    | Total club    | 37  | 1 | 4  | 0  | 0 | 0 | 0  | 0 | 0 | 37  | 1 | 4  | 0,03 |
| Universidad Católica · Chile | 1.ª           | 2000          | 14  | 0 | 1  | 5  | 0 | 0 | 5  | 0 | 1 | 24  | 0 | 2  | 0,36 |
| Universidad Católica · Chile | 1.ª           | 2001          | 27  | 0 | 4  | —  | — | — | 8  | 0 | 0 | 35  | 0 | 4  | 0,00 |
| Universidad Católica · Chile | 1.ª           | 2002          | 33  | 0 | 6  | 3  | 0 | 0 | 7  | 0 | 2 | 43  | 0 | 8  | 0,00 |
| Universidad Católica · Chile | 1.ª           | 2004          | 17  | 1 | 2  | —  | — | — | —  | — | — | 17  | 1 | 2  | 0,06 |
| Universidad Católica · Chile | 1.ª           | 2005          | 21  | 1 | 2  | —  | — | — | —  | — | — | 21  | 1 | 2  | 0,05 |
| Universidad Católica · Chile | Total club    | Total club    | 112 | 2 | 15 | 8  | 0 | 0 | 20 | 0 | 3 | 140 | 2 | 18 | 0,01 |
| Feyenoord de Róterdam · Países Bajos | 1.ª           | 2002-03       | 10  | 0 | 0  | 1  | 0 | 0 | —  | — | — | 11  | 0 | 0  | 0,00 |
| Feyenoord de Róterdam · Países Bajos | 1.ª           | 2003-04       | 5   | 0 | 1  | —  | — | — | 1  | 0 | 0 | 6   | 0 | 1  | 0,00 |
| Feyenoord de Róterdam · Países Bajos | Total club    | Total club    | 15  | 0 | 1  | 1  | 0 | 0 | 1  | 0 | 0 | 17  | 0 | 1  | 0,00 |
| RBC Roosendaal · Países Bajos | 1.ª           | 2005-06       | 24  | 0 | 0  | —  | — | — | —  | — | — | 24  | 0 | 0  | 0,00 |
| RBC Roosendaal · Países Bajos | Total club    | Total club    | 24  | 0 | 0  | 0  | 0 | 0 | 0  | 0 | 0 | 24  | 0 | 0  | 0,00 |
| Universidad de Chile · Chile | 1.ª           | 2007          | 15  | 0 | 0  | —  | — | — | —  | — | — | 15  | 0 | 0  | 0,00 |
| Universidad de Chile · Chile | Total club    | Total club    | 15  | 0 | 0  | 0  | 0 | 0 | 0  | 0 | 0 | 15  | 0 | 0  | 0,00 |
| Mamelodi Sundowns Sudáfrica | 1.ª           | 2007-08       | 19  | 0 | 0  | 8  | 0 | 1 | 2  | 0 | 0 | 29  | 0 | 1  | 0,00 |
| Mamelodi Sundowns Sudáfrica | 1.ª           | 2008-09       | 16  | 0 | 0  | 6  | 1 | 0 | —  | — | — | 22  | 1 | 0  | 0,05 |
| Mamelodi Sundowns Sudáfrica | Total club    | Total club    | 35  | 0 | 0  | 14 | 1 | 1 | 2  | 0 | 0 | 51  | 1 | 1  | 0,02 |
| Ñublense · Chile | 1.ª           | 2009          | 12  | 0 | 0  | —  | — | — | —  | — | — | 12  | 0 | 0  | 0,00 |
| Ñublense · Chile | Total club    | Total club    | 12  | 0 | 0  | 0  | 0 | 0 | 0  | 0 | 0 | 12  | 0 | 0  | 0,00 |
| Unión San Felipe · Chile | 1.ª           | 2010          | 4   | 0 | 0  | —  | — | — | —  | — | — | 4   | 0 | 0  | 0,36 |
| Unión San Felipe · Chile | 1.ª           | 2011          | 15  | 0 | 0  | 8  | 0 | 1 | —  | — | — | 23  | 0 | 1  | 0,00 |
| Unión San Felipe · Chile | 1.ª           | 2012          | 21  | 0 | 0  | 1  | 0 | 0 | —  | — | — | 22  | 0 | 0  | 0,00 |
| Unión San Felipe · Chile | 2.ª           | 2014-15       | 15  | 0 | 1  | 4  | 0 | 0 | —  | — | — | 19  | 0 | 1  | 0,00 |
| Unión San Felipe · Chile | 2.ª           | 2017          | 6   | 0 | 0  | 1  | 0 | 0 | —  | — | — | 7   | 0 | 0  | 0,00 |
| Unión San Felipe · Chile | Total club    | Total club    | 61  | 0 | 1  | 14 | 0 | 1 | 0  | 0 | 0 | 75  | 0 | 2  | 0,00 |
| Rangers · Chile | 1.ª           | 2013          | 12  | 0 | 0  | —  | — | — | —  | — | — | 12  | 0 | 0  | 0,00 |
| Rangers · Chile | Total club    | Total club    | 12  | 0 | 0  | 0  | 0 | 0 | 0  | 0 | 0 | 12  | 0 | 0  | 0,00 |
| Cobresal · Chile | 1.ª           | 2015-16       | 8   | 0 | 0  | —  | — | — | 2  | 0 | 0 | 10  | 0 | 0  | 0,00 |
| Cobresal · Chile | Total club    | Total club    | 8   | 0 | 0  | 0  | 0 | 0 | 2  | 0 | 0 | 10  | 0 | 0  | 0,00 |
| Total carrera | Total carrera | Total carrera | 331 | 3 | 21 | 37 | 1 | 2 | 25 | 0 | 3 | 393 | 4 | 26 | 0,01 |
| (1) Incluye datos de la Liguilla Pre-Libertadores / Liguilla Pre-Sudamericana (2000-02); Copa de los Países Bajos (2003); MTN 8 / Copa de Sudáfrica / Copa de la Liga de Sudáfrica (2007-08); Liguilla de Promoción (2011); Copa Chile (2000-17). (2) Incluye datos de la Copa Mercosur (2000-01); Copa de la UEFA (2003); Liga de Campeones de la CAF (2008); Copa Libertadores (2000-16). (3) No incluye goles en partidos amistosos. |               |               |     |   |    |    |   |   |    |   |   |     |   |    |      |

### Selección
| Selección                                                                | Temporada     | Amistosos | Amistosos | Amistosos | Sudamérica(1) | Sudamérica(1) | Sudamérica(1) | Mundial | Mundial | Mundial | Total | Total | Total  | Media goleadora |
| Selección                                                                | Temporada     | Part.     | Goles     | Asist.    | Part.         | Goles         | Asist.        | Part.   | Goles   | Asist.  | Part. | Goles | Asist. | Media goleadora |
| ------------------------------------------------------------------------ | ------------- | --------- | --------- | --------- | ------------- | ------------- | ------------- | ------- | ------- | ------- | ----- | ----- | ------ | --------------- |
| Adulta · Chile                                                           | 2002          | 1         | 0         | 0         | —             | —             | —             | —       | —       | —       | 1     | 0     | 0      | 0,00            |
| Adulta · Chile                                                           | 2003          | 3         | 0         | 0         | 2             | 0             | 1             | —       | —       | —       | 5     | 0     | 1      | 0,00            |
| Adulta · Chile                                                           | 2004          | —         | —         | —         | 1             | 0             | 0             | —       | —       | —       | 1     | 0     | 0      | 0,00            |
| Adulta · Chile                                                           | 2005          | —         | —         | —         | 4             | 0             | 1             | —       | —       | —       | 4     | 0     | 1      | 0,00            |
| Adulta · Chile                                                           | 2006          | 6         | 0         | 0         | —             | —             | —             | —       | —       | —       | 6     | 0     | 0      | 0,00            |
| Adulta · Chile                                                           | Total         | 10        | 0         | 0         | 7             | 0             | 2             | 0       | 0       | 0       | 17    | 0     | 2      | 0,00            |
| Total carrera                                                            | Total carrera | 10        | 0         | 0         | 7             | 0             | 2             | 0       | 0       | 0       | 17    | 0     | 2      | 0,00            |
| (1) Incluye los partidos de las Clasificatorias Sudamericanas (2003-05). |               |           |           |           |               |               |               |         |         |         |       |       |        |                 |

### Resumen estadístico
| Competición           | Partidos | Goles | Promedio | Asistencias | Promedio | Goles y asistencias | Promedio |
| --------------------- | -------- | ----- | -------- | ----------- | -------- | ------------------- | -------- |
| Primera División      | 273      | 2     | 0,01     | 17          | 0,06     | 19                  | 0,07     |
| Segunda División      | 58       | 1     | 0,02     | 4           | 0,07     | 5                   | 0,09     |
| Copas nacionales      | 37       | 1     | 0,03     | 2           | 0,05     | 3                   | 0,08     |
| Copas internacionales | 25       | 0     | 0,00     | 3           | 0,12     | 3                   | 0,12     |
| Selección adulta      | 17       | 0     | 0,00     | 2           | 0,12     | 2                   | 0,12     |
| Total                 | 410      | 4     | 0,01     | 28          | 0,07     | 32                  | 0,08     |

### Como entrenador
Datos actualizados al último partido dirigido el 3 de junio de 2023.
| Club             | País  | Año   | PJ | PG | PE | PP | Efectividad |
| ---------------- | ----- | ----- | -- | -- | -- | -- | ----------- |
| Unión San Felipe | Chile | 2021  | 10 | 3  | 2  | 5  | 36.67%      |
| Santiago City FC | Chile | 2023  | 11 | 6  | 4  | 1  | 66.67%      |
| Total            | Total | Total | 21 | 9  | 6  | 6  | 52.38%      |

## Palmarés

### Campeonatos nacionales
| Título          | Club                 | País      | Año  |
| --------------- | -------------------- | --------- | ---- |
| Primera B       | Unión Española       | Chile     | 1999 |
| Torneo Apertura | Universidad Católica | Chile     | 2002 |
| Premier League  | Mamelodi Sundowns    | Sudáfrica | 2007 |